# 在希望的田野上
《在希望的田野上》由晓光（本名陈晓光）作词、施光南作曲，是一首歌颂中国农村面貌及活力的歌曲。在中共十一届三中全会为中国农村全面改革制定了蓝图後，陈晓光在四川、安徽等地体验生活，感受到农村日新月异的变化，仅用半天的时间即写出歌词。1982年，歌曲交给当时尚不满20岁的青年女歌手彭丽媛演唱，随即广泛传唱开来。
由于其创作的时代特征和代表性，《在希望的田野上》曾在首都各界庆祝中华人民共和国成立60周年大会、首都各界庆祝中华人民共和国成立60周年联欢晚会、慶祝中華人民共和國成立70周年大會等多个场合作为背景音乐或歌曲演绎。